# Ceresium coreanum
Ceresium coreanum là một loài bọ cánh cứng trong họ Cerambycidae.